# Neogovea mexasca
Neogovea mexasca is een hooiwagen uit de familie Neogoveidae.